# Bobby Mann
Robert Bobby Mann (Dundee, Escocia, 11 de enero de 1974), futbolista británico que juega en el Petterhead FC de Escocia.
Mann comenzó su carrera con St Johnstone en 1991 como juvenil, aunque tan sólo un año después fichó por el Forfar Athletic donde permaneció por 7 temporadas. Posteriormente comenzó a jugar con el Inverness Caledonian Thistle en 1999. Él fue parte del famoso equipo de Inverness que ganó al Celtic en la Scottish Cup en febrero de 2000 y ayudó a su equipo a subir a la Premier League de Escocia por primera vez en la historia en la temporada 2003-2004.
- Datos: Q4935322